# 森廣三郎 (東レ)
森 廣三郎（もり ひろさぶろう、1893年12月9日 - 1973年4月22日）は、日本の経営者。

## 経歴
京都府出身。1917年に神戸高等商業学校を卒業し、同年に三井物産に入社。
1949年に東洋レーヨン(現在の東レ)に転じ、常務に就任し、1960年3月から1966年11月までに社長を務めた。
1967年4月に勲三等旭日中綬章を受章。
1973年4月22日心機能不全のために死去。79歳没。